# Monastère Sainte-Catherine du Sinaï
Pour les articles homonymes, voir Sainte-Catherine.
Le monastère Sainte-Catherine du Sinaï, appelé aussi monastère de la Transfiguration, est un important monastère orthodoxe situé sur les pentes du mont Sainte-Catherine, dans le sud de la péninsule du Sinaï, en Égypte. Situé à 1 570 m d'altitude, c'est l'un des plus anciens monastères au monde encore en activité. Son terrain (enceinte et jardins attenants) constitue l'archidiocèse du Sinaï, lié canoniquement au patriarcat de Jérusalem.
Il abrite une précieuse collection d'icônes et la deuxième bibliothèque de manuscrits anciens au monde après celle du Vatican. Il compte une vingtaine de moines, d'origine grecque pour l'essentiel. Le principal centre de recrutement pour les novices ayant la « vocation du désert » est le métochion (dépendance) que le monastère Sainte-Catherine possède rue Dorylaiou, à Ambelókipi, quartier d'Athènes.
Le monastère Sainte-Catherine du Sinaï est inscrit depuis 2002 sur la liste du Patrimoine mondial de l'humanité établie par l'Unesco.
Seule une petite partie du monastère se visite, mais les nombreuses traditions qui y sont associées (Buisson ardent, « puits de Moïse », mont Sinaï) drainent de nombreux pèlerins et touristes. Face à cet afflux s'est développée à proximité la ville hôtelière de Sainte Catherine.

## Histoire
Dès le IIIe siècle, des anachorètes choisissent de vivre dans la solitude en Égypte et gagnent un endroit retiré. C'est ainsi que des ermitages se développent au Sinaï dès la fin du IIIe siècle. Le Voyage d'Égérie à la fin du IVe siècle relate la présence dès cette époque de nombreux ermites dans les environs, un siècle après l'arrivée des premiers chrétiens fuyant les persécutions.
Selon une légende associée à presque toute installation monastique grecque, l'impératrice romaine Hélène, mère de l'empereur Constantin Ier, fait construire en 337 une chapelle au pied du mont Sinaï, sur le site où elle pense que se trouve le « Buisson ardent » mentionné dans le Livre de l'Exode de la Bible (Ex 3. 1-22). Elle la dédie à la Théotokos. L'arbuste qui y est présenté comme tel aujourd'hui est une ronce commune, appelée aussi « mûrier sauvage ». Dès la fin du IVe siècle, les pèlerins sont nombreux, mais le Sinaï reste dangereux.
Au VIe siècle, les moines cénobites souhaitant être protégés des raids des tribus nomades du désert, demandent à l'empereur Justinien d'élever un monastère fortifié. Justinien dote le site d’une église plus importante dédiée à la Transfiguration du Christ, et enclôt l’ensemble d’une muraille ; il envoie sur place des familles pour le servir et le défendre, choisies parmi les vassaux arabes des Byzantins. La construction est entreprise probablement de 548 à 562 sous la supervision de l'architecte Stephanos. Les inscriptions grecque et arabe au-dessus de la porte d’entrée occidentale donnent 527 comme l'année de la fondation. Cependant, ces inscriptions se basent sur des sources anciennes peu crédibles.
Saint Jean Climaque est le plus célèbre moine ayant vécu dans ce monastère pendant quarante ans. Anastase le Sinaïte en est l’higoumène dans la deuxième moitié du VIIe siècle.
Le Sinaï est conquis dans les années 630 par les armées arabes d'Amr ibn al-As, conquête accompagnée de l'installation de tribus bédouines venues d'Arabie. Les routes commerciales ayant été profondément affectées par les deux premières guerres arabo-byzantines, le Sinaï se vide d'habitants sédentaires, processus qui avait déjà commencé au IIIe siècle durant les guerres entre les Perses et les Byzantins. Le monastère est exceptionnellement respecté par les Arabes, faisant même des bédouins voisins les gardiens du site, protection qui s'est maintenue jusqu'à nos jours. En effet, le monastère est considéré par les musulmans comme situé dans le Dar el Ahd (« maison du pacte », en arabe : دار العهد), qui définit de jure son statut de lieu saint protégé dans l'islam, réputé faire l'objet d'un édit de protection du prophète Mahomet lui-même (Charte des privilèges), conservé avec soin sous la forme d’une grande lettre manuscrite. En contrepartie, la communauté monastique autorise la transformation d'une chapelle en une mosquée, à l'époque du califat fatimide et qui est désormais désaffectée. En réalité, les relations entre le monastère et les tribus nomades avoisinantes sont ambiguës : elles varient entre des relations de commerce (transport de pèlerins, approvisionnement du monastère en marchandises) jusqu'à la violence et au chantage, des tribus monnayant l'arrêt de leurs agressions. C'est dans ce contexte que naît la tradition de la tribu des Gabaliya, dont les descendants actuels jouent le rôle de guides touristiques et de gardiens du monastère, et qui serait à son service depuis sa fondation.
Grâce à son isolement et son prestige, le monastère échappe à la Période iconoclaste du VIIIe siècle et peut conserver son patrimoine iconographique. De même, il est protégé pendant les Croisades.
Au cœur de ce monastère fortifié, de rite byzantin et dépendant du patriarcat de Jérusalem, se trouve l'église de la Transfiguration, catholicon construit par l'architecte Stephanos avec sa célèbre mosaïque. Elle date de l'empereur Justinien et se situe à l'emplacement supposé du « Buisson ardent ». D'abord dédié à Marie, le monastère fut par la suite consacré à sainte Catherine d'Alexandrie, sans doute au IXe siècle, époque où l'on découvre les reliques de la sainte. Son corps reposait, selon la tradition, sur la montagne voisine ; il y aurait été miraculeusement transporté par les anges et un ermite l'y aurait découvert. Le corps est déposé dans un sarcophage près de l'autel du catholicon, et le monastère qui s'appelait Sancta Maria de Rubo prend alors le nom de la sainte locale. La dévotion à sainte Catherine connaît un réel engouement en Occident, sous l'impulsion notamment des ducs de Normandie, ce qui entraîne, à partir de la fin du Xe siècle, des pèlerinages occidentaux au Sinaï. Les pèlerins effectuent généralement ce pèlerinage en se rendant à Jérusalem. Leur séjour au monastère est limité à trois ou quatre jours, durée pendant laquelle les moines leur offrent l'hospitalité, comme en témoignent encore les blasons gravés dans le réfectoire du monastère par les nobles pèlerins de passage.
Au Moyen Âge, le monastère attire des milliers de pèlerins chaque année. À partir du XIVe siècle, le pèlerinage au long cours décline en raison du mouvement de devotio moderna qui privilégie le pèlerinage spirituel, intérieur, et des guerres de religion. Le monastère se détériorant peu à peu, est restauré en 1592 par une donation du prince Alexandre III de Moldavie-Valachie.
En 1799, lors de sa campagne d'Égypte, le général Bonaparte ordonne à son compagnon d'armes, le général Kléber, de restaurer la muraille nord du monastère. Il consolide la partie supérieure de l'enceinte à l'aide de blocs plus petits et non taillés.
Le 1er mars 1894, Pierre Loti qui voyage au travers du Sinaï est pris dans une tempête de neige à proximité du monastère. Demandant asile aux moines, il est accueilli et hébergé avec ses compagnons jusqu'au 5 mars et raconte en détail ce séjour dans son ouvrage Le Désert. Loti mentionne à ce moment une vingtaine de moines présents sur le site.
Au XXe siècle le pèlerinage décline fortement en même temps que la ferveur religieuse. Le monastère n'attire pas plus de cent pèlerins par an au milieu des années 1950. Le nombre de moines aussi a beaucoup décru et la communauté actuelle est d'une vingtaine de moines (contre deux cents au Moyen Âge). Le gouvernement égyptien a développé depuis les années 1960 une infrastructure de transport et d'hôtellerie pour relancer le tourisme et le pèlerinage, mais la montée de l'insécurité dans la région, marquée par l'attentat djihadiste du 18 avril 2017 devant le monastère, revendiqué par l'organisation État islamique, affecte le développement touristique de la région.

## Description

### Architecture
La muraille en blocs équarris de granite rouge local est percée de meurtrières et porte, par endroits, différents symboles chrétiens gravés : croix de Malte, monogrammes, etc. De petits canons de bronze surmontent un chemin de ronde intérieur. L'enceinte forme un rectangle de 85 mètres sur 74 mètres dont les angles sont orientés vers les quatre points cardinaux. Sa hauteur varie entre douze et quinze mètres et son épaisseur atteint par endroits 1,65 mètre.
L'enceinte abrite vingt-quatre chapelles et surtout l'église de la Transfiguration de plan basilical qui possède une abside et un narthex. Elle abrite à droite de l'autel, sous un baldaquin, un reliquaire, sarcophage en marbre qui conserve deux reliques de sainte Catherine, sa tête et sa main gauche. Le clocher néoclassique, dû au moine Grégorius, érigé en 1871, abrite neuf cloches, dont une ancienne en bois, qui furent offertes par le tsar Alexandre II. Au niveau du chevet, une chapelle à absidiole (appelée chapelle du Buisson-Ardent) est, selon la tradition, construite à l'endroit précis où Moïse reçut sa vocation, une petite plaque d’argent rappelant cet épisode. Le vieux réfectoire, de plan rectangulaire, remonte au XVIe siècle.
Près de l'église, le monastère abrite également le « puits de Moïse » qui, selon une tradition légendaire, est le lieu où le prophète aurait rencontré les filles de Jéthro.
Le monastère a conservé un exemple unique de charpente du haut Moyen Âge.

### Patrimoine artistique

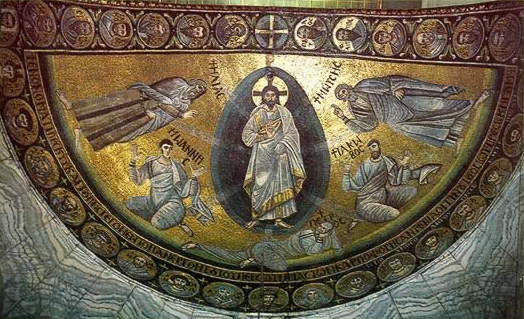
Mosaïque de la Transfiguration.

#### Bibliothèque
La bibliothèque du monastère est, pour ses manuscrits très anciens (avant l'an 1000), la seconde plus riche au monde après la bibliothèque Vaticane. Cela est dû à sa géographie, un endroit désert, où les peaux de moutons sont rares. L'archevêque du Sinaï donne une autorisation de la visiter à quelques rares privilégiés. Elle conserve plus de 3 500 volumes en grec (les trois quarts des manuscrits), copte, arabe, hébreu, syriaque, arménien, géorgien, valaque, slavon. Elle comprend des manuscrits parmi les plus anciens du Nouveau Testament, notamment le Codex Sinaiticus Syriacus (version en syriaque des évangiles) qui date du Ve siècle, découvert en 1892 par Agnes et Margaret Smith. De cette bibliothèque provient le Codex Sinaiticus datant du IVe siècle,, le plus ancien long manuscrit connu de l’Ancien Testament.
En 1977, le monde savant apprenait la découverte de manuscrits occasionnée par l'ouverture d'une chambre murée alors inconnue nécessitée par un incendie survenu le 26 mai 1975 dans la chapelle Saint-Georges, dans la muraille nord, dans laquelle des dizaines de manuscrits usés avaient été entreposés. Les manuscrits se trouvaient emmurés dans une sorte de gueniza, sous l’église. Ce sont des textes écrits en araméen christopalestinien selon l'expertise d'Alain Desreumaux. Certains parchemins dont les pages ont été collées par l’eau déversée pour éteindre l’incendie de 1975 sont devenus en séchant extrêmement friables. Pour lire les palimpsestes et les folios collés, une technologie souhaitée est celle développée pour lire les papyrus grecs carbonisés d’Herculanum.

#### Mosaïques
Le monastère possède une très importante collection de mosaïques, 2 000 icônes grecques et russes, calices (dont celui donné par Charles VI, en gratitude pour le doigt de sainte Catherine, relique transférée à Rouen, et reliquaires.
La mosaïque de la Transfiguration, se déroulant sur le Mont Thabor, située dans l'abside de l'église, est une des plus remarquables mosaïques byzantines. Datant du VIe siècle, c'est la plus ancienne des mosaïques des églises d'Orient : plus d'un demi million de tesselles (de dimension moyenne de 5-7 mm de côté, elles sont principalement en verre, à l'exception des carnations en pierre naturelle) ont été utilisées pour recouvrir les 46 m2 de l'abside. Le Christ transfiguré, bénissant de la main droite et encadré par un halo cruciforme, émerge d'une mandorle bleue. Huit rayons argentés irradient deux prophètes (Moïse †ΜΩΥϹΗϹ qui fait le geste typologique de l'enseignement, Elie †ΗΛΙΑϹ), témoins de l’ancienne Alliance conversant avec Jésus lors de sa transfiguration, et plus bas les apôtres (Pierre †ΠΕΤΡΟϹ, Jean †ΙΩΑΝΝΗϹ et Jacques †ΙΑΚΩΒΟϹ), témoins de la nouvelle Alliance. Cette scène centrale est entourée d'une bande contenant trente-et-un médaillons avec les bustes des prophètes, évangélistes et apôtres et d'un disque semblable à un clipeus figurant une croix. La bande inférieure est surmontée de l'inscription avec les noms des donateurs. Sur l'arc triomphal surplombant l'abside, sont représentés deux anges en vol qui convergent vers l'Agnus Dei. Au-dessus des anges, figurent, à gauche, la scène de Moïse retirant ses sandales face au Buisson ardent et, à droite, la scène de la remise des Tables de la Loi. Deux médaillons sous les anges représentent Jean-Baptiste et la Vierge Marie.
La mosaïque se détériorant sous l'effet principalement des infiltrations et des séismes, trois campagnes de restaurations ont été menées en 1847, en 1959 et de 2005 à 2010 par l'équipe de conservateurs-restaurateurs de mosaïques du Centre de Conservation Archéologique (Centro di Conservazione Archeologica di Roma).

#### Icônes
Parmi les icônes qui y sont conservées, le Christ pantocrator et l'icône B.36 sont particulièrement notables.
Lors de sa restauration, l’icône du Christ pantocrator du Sinaï apparaît beaucoup plus ancienne qu'on ne le pensait. Datée du VIe siècle, elle est la plus ancienne représentation connue du Christ Pantocrator. Originaire de Constantinople, elle est datée de l'époque de l'empereur Justinien, fondateur du monastère. Le Christ est représenté de face, en majesté, bénissant. La dissymétrie de son visage semble vouloir affirmer les deux natures du Christ, divine et humaine.
L'icône B.36 est une crucifixion dans laquelle le Christ est représenté mort, la tête couronnée d'épines. Le style et le schéma iconographiques sont en faveur d'une réalisation à Jérusalem au XIe siècle d'un Christus patiens. Dans d'autres icônes, notamment les icônes B.50 et B.51, le pagne se substitue pour la première fois au colobium (tunique sans manche). L'icône "Weitzmann" B.51 fut probablement réalisée au cours de la seconde moitié du IXe siècle en Palestine. Ces représentations de petits formats étaient destinées à la dévotion personnelle des moines.

## Illustrations

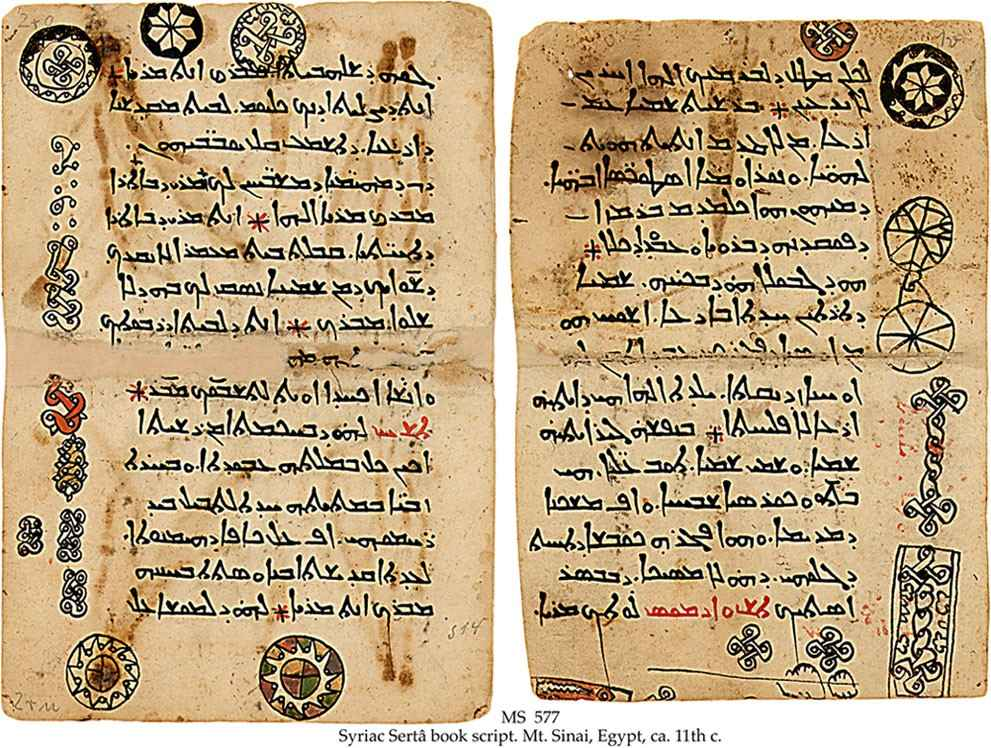
Manuscrit syriaque, XIe siècle.
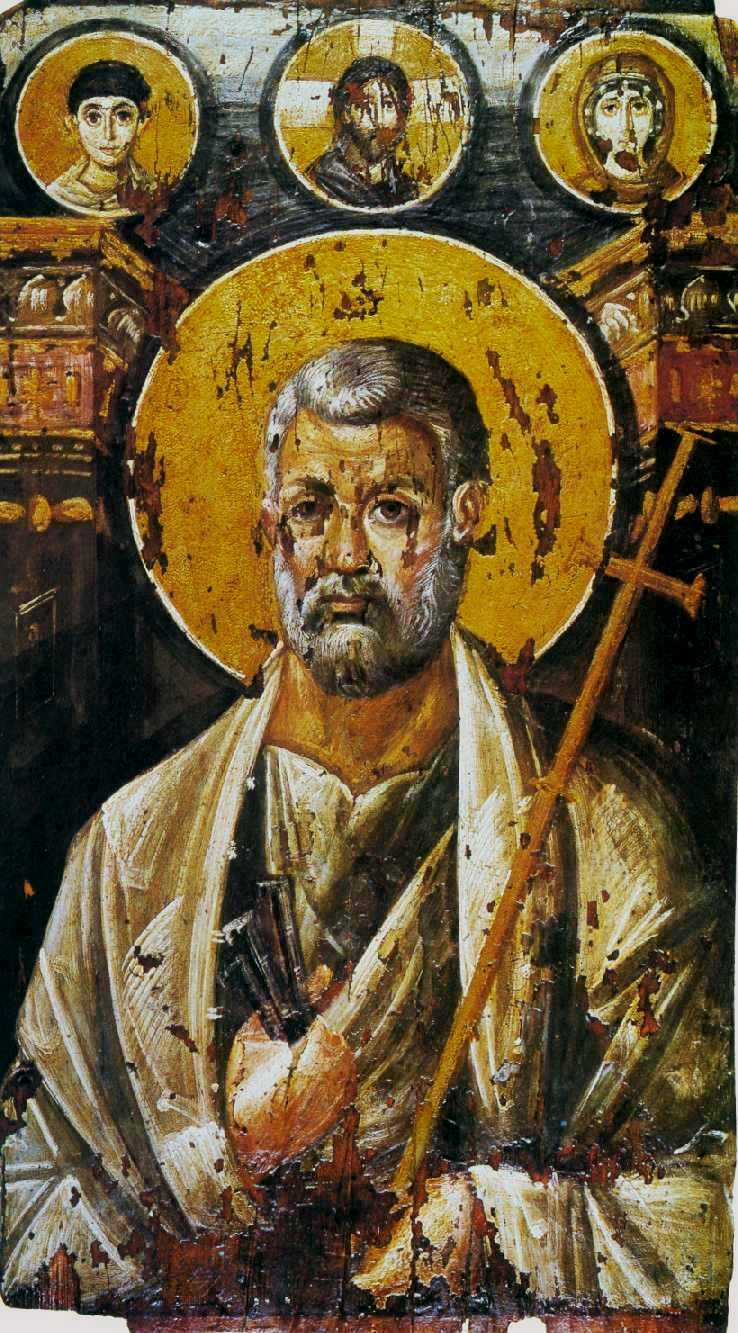
Icône représentant saint Pierre, VIe siècle.
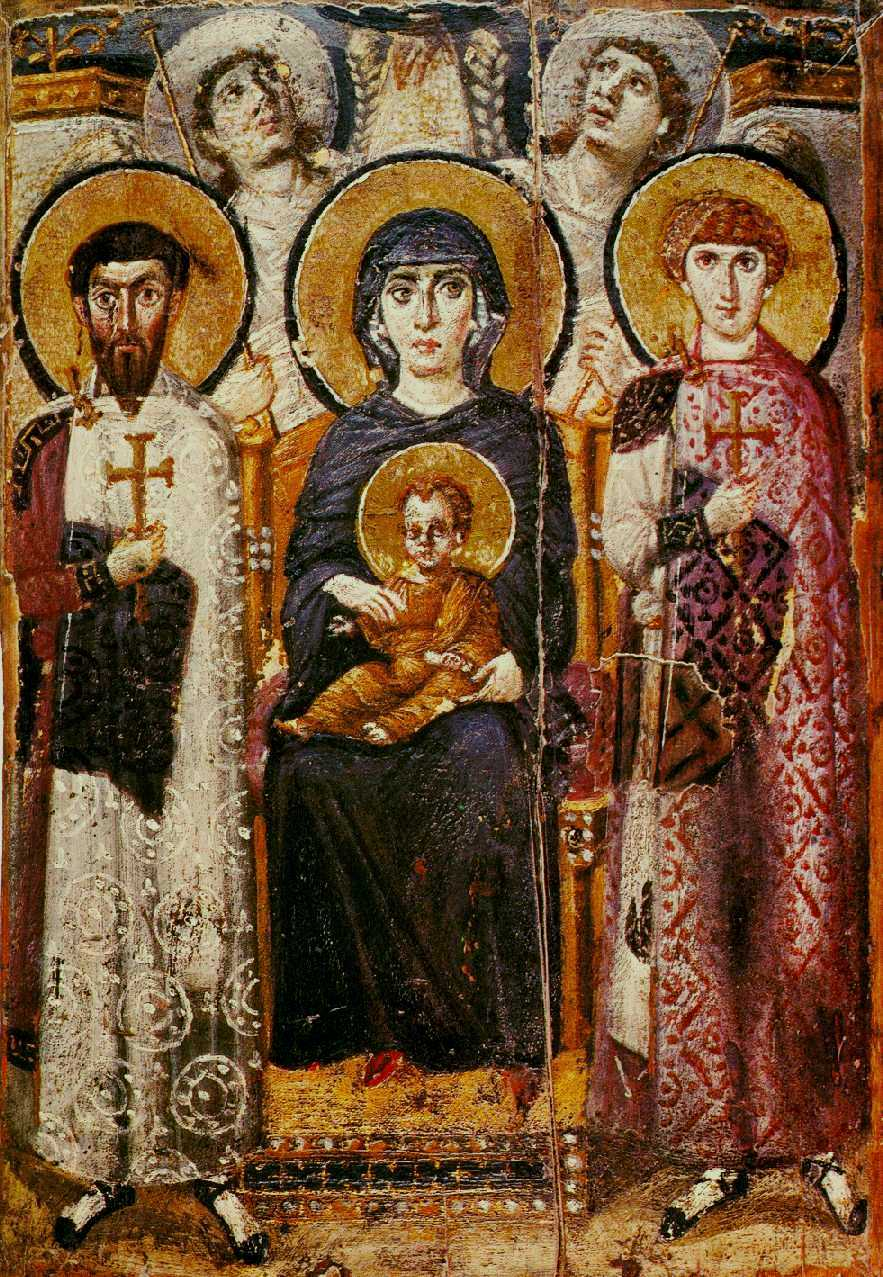
Vierge et l'Enfant, VIe siècle.
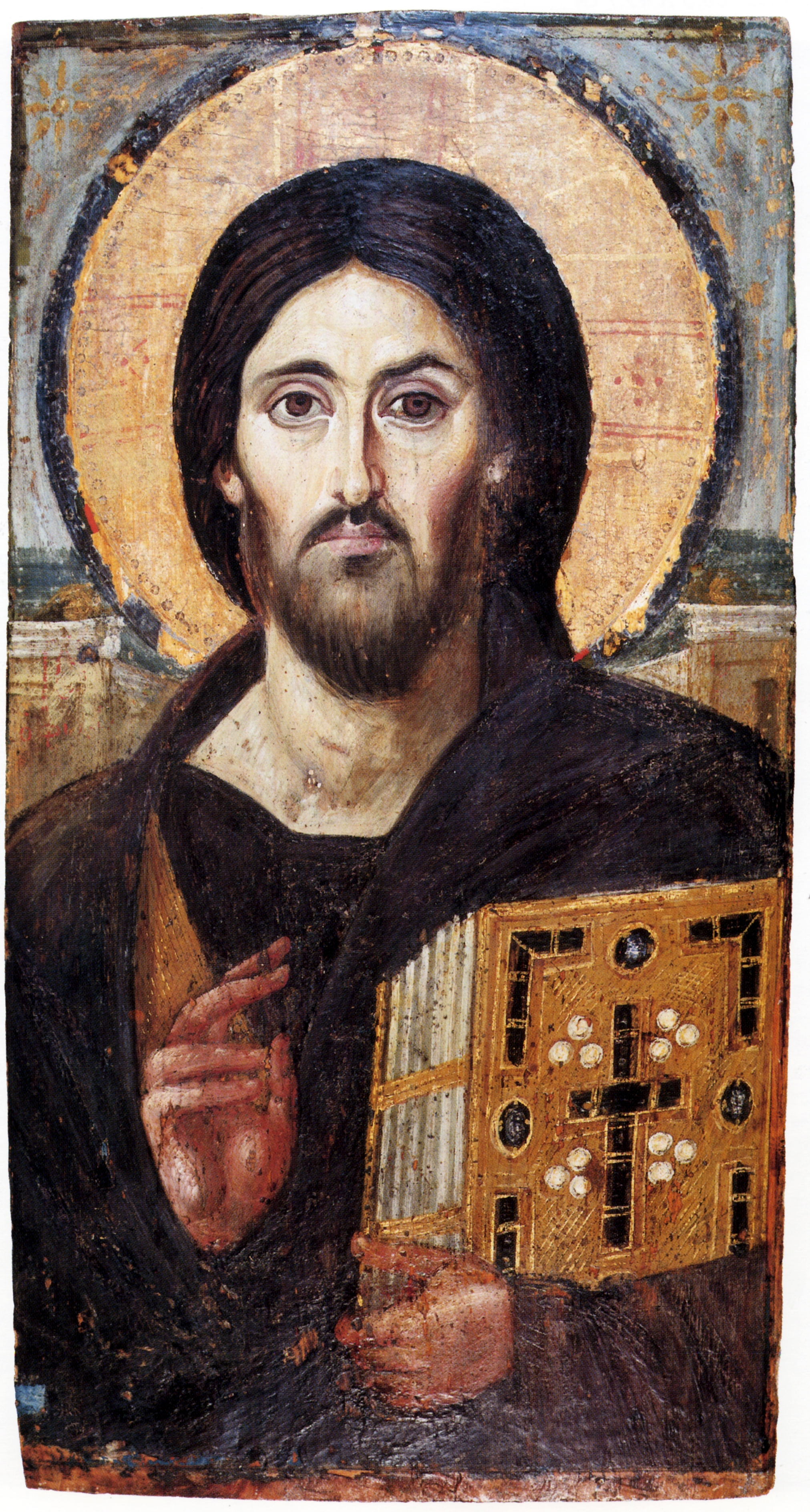
Christ pantocrator du Sinaï, VIe siècle.
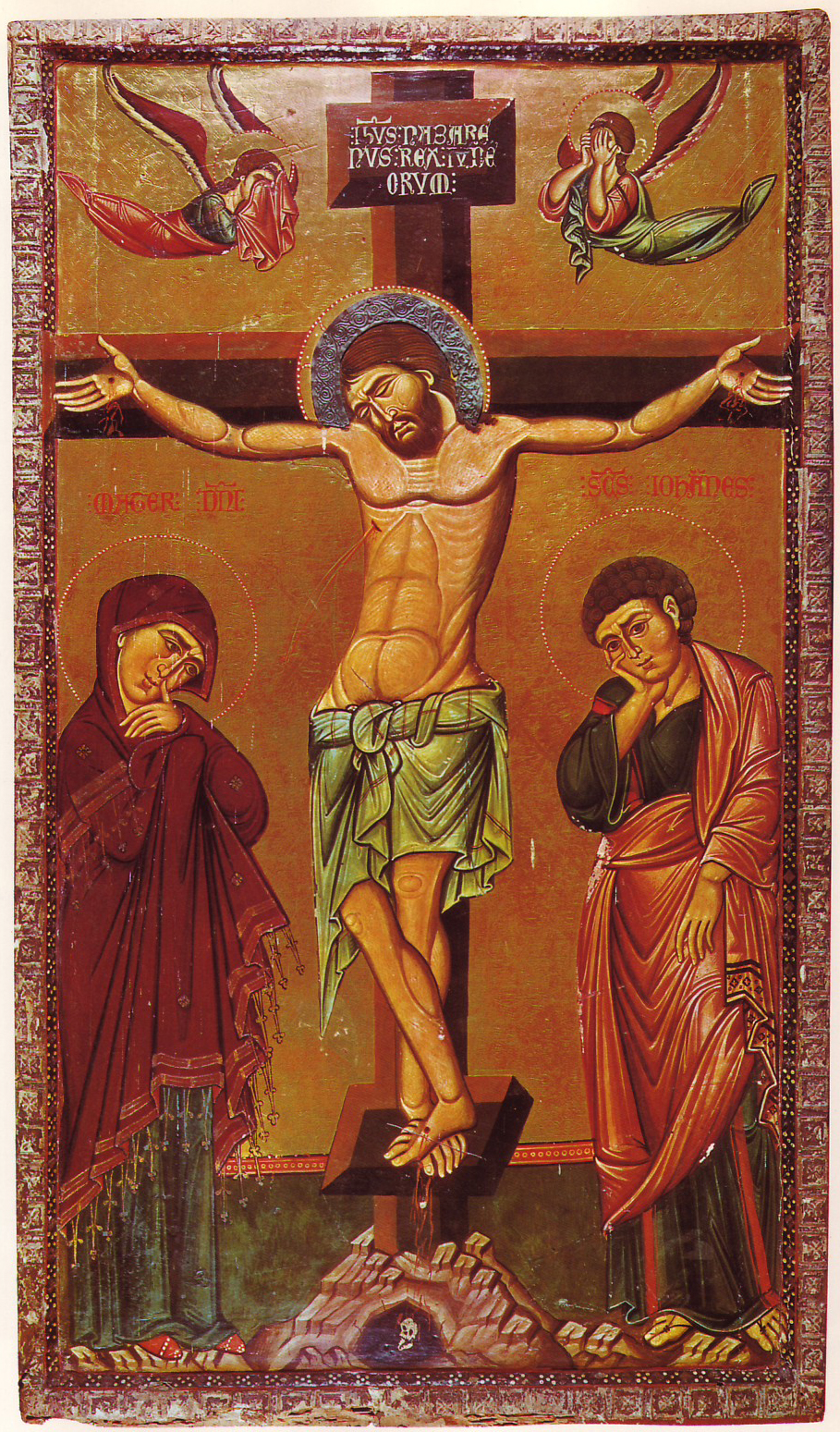
Crucifixion, XIIIe siècle.
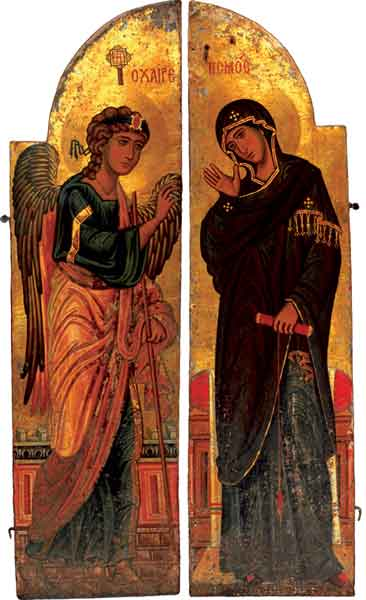
Annonciation, XIIe siècle.
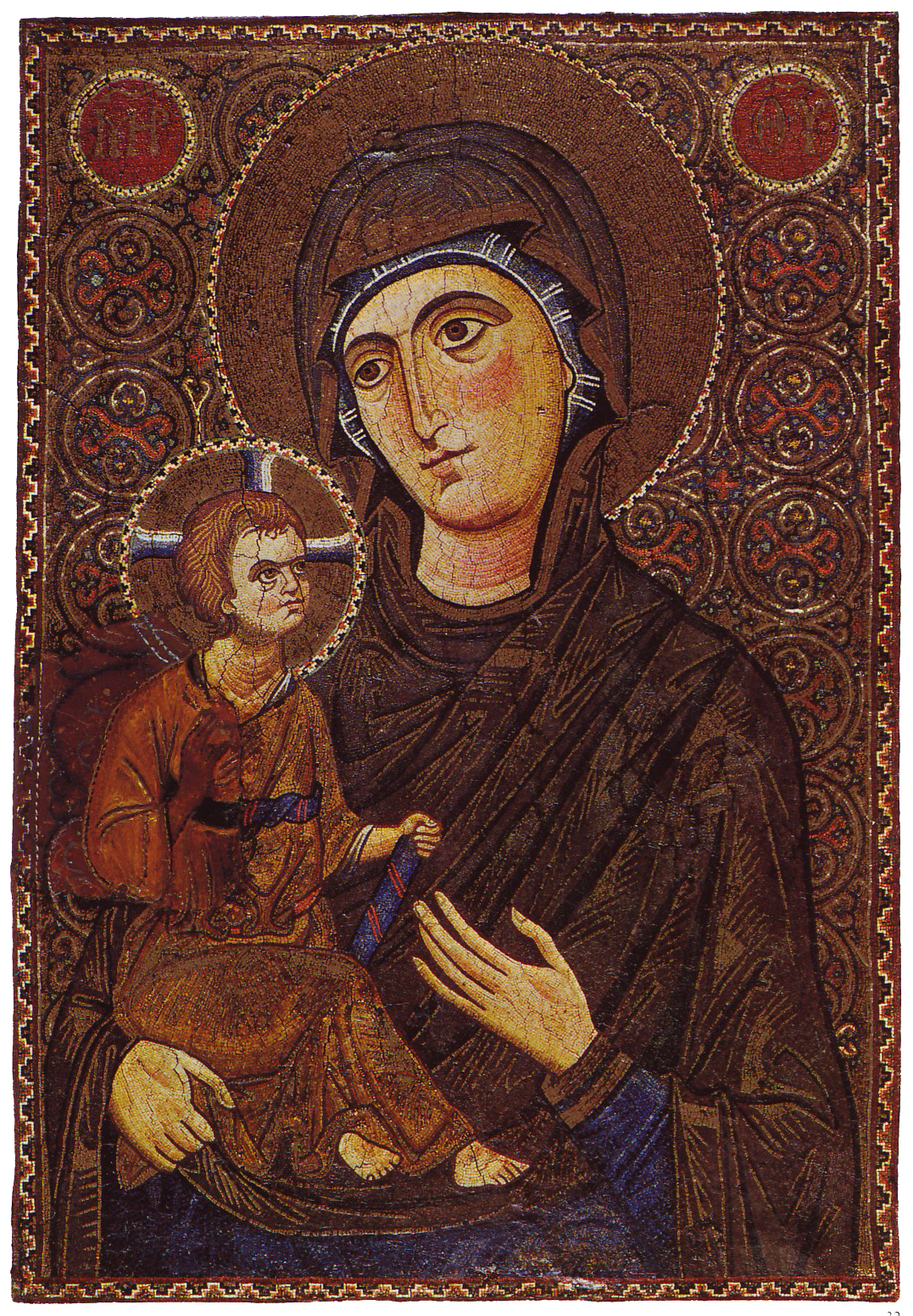
Vierge et l'Enfant, XIIIe siècle.
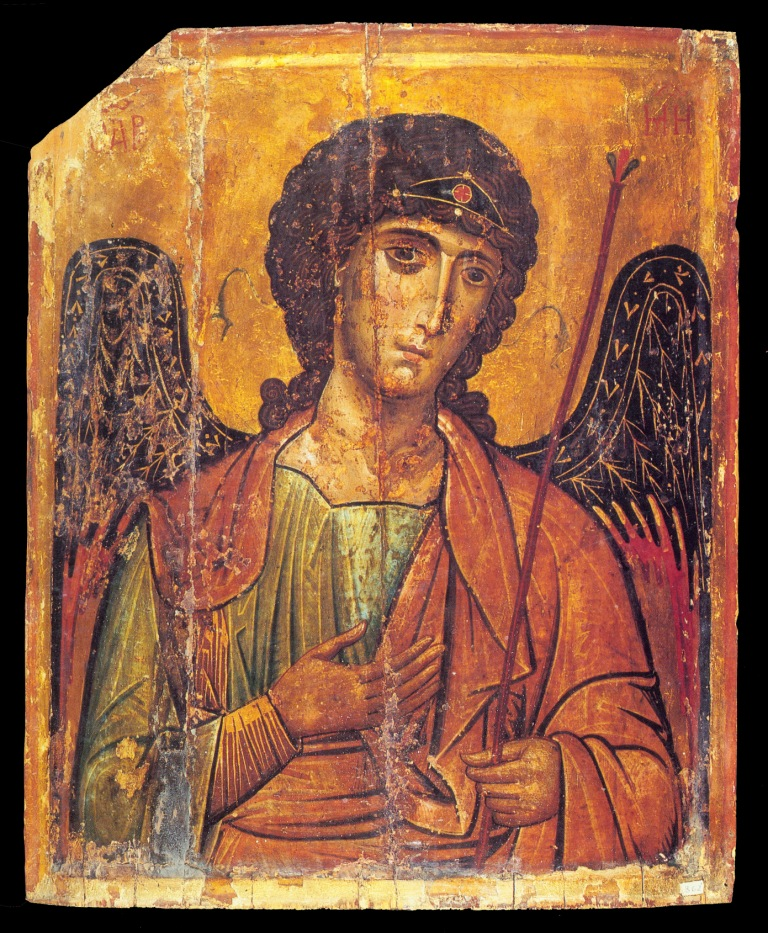
L'archange Michel, XIIIe siècle.
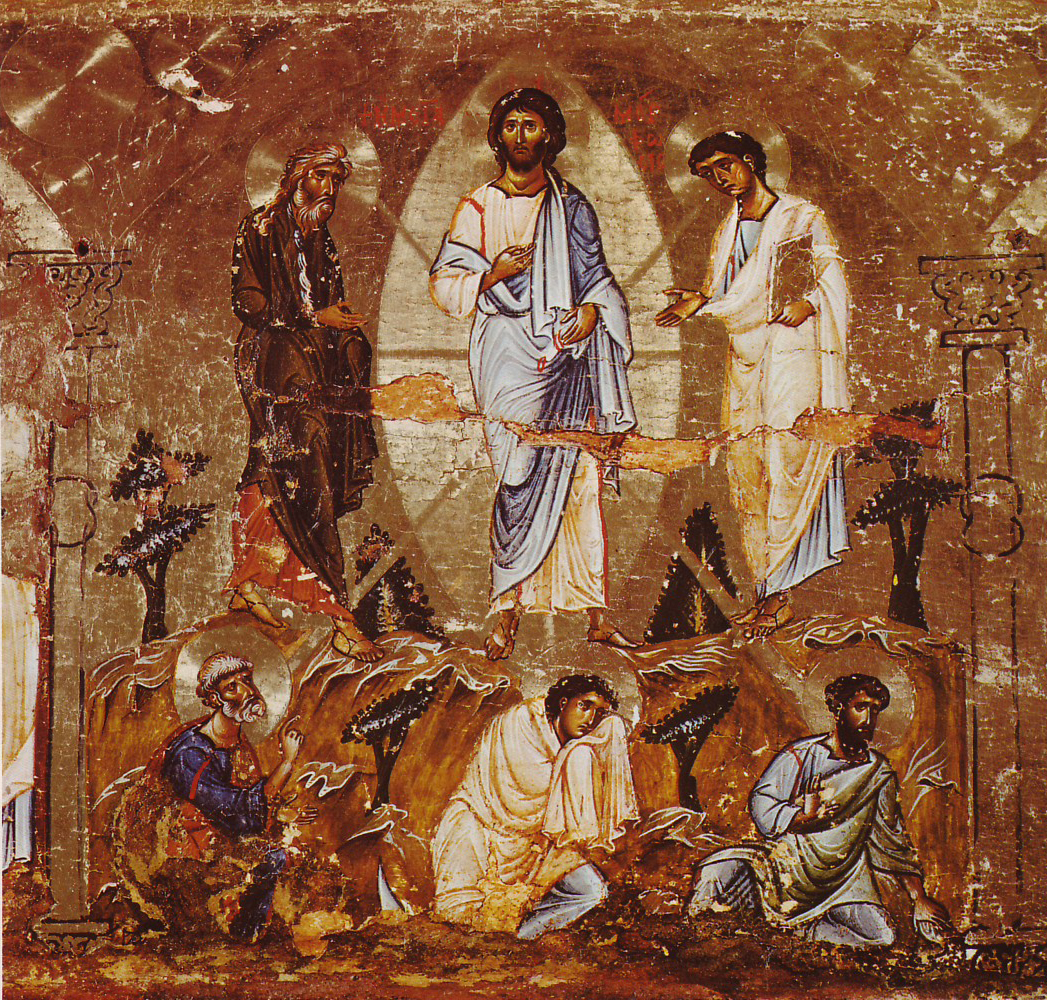
Transfiguration, XIIe siècle.
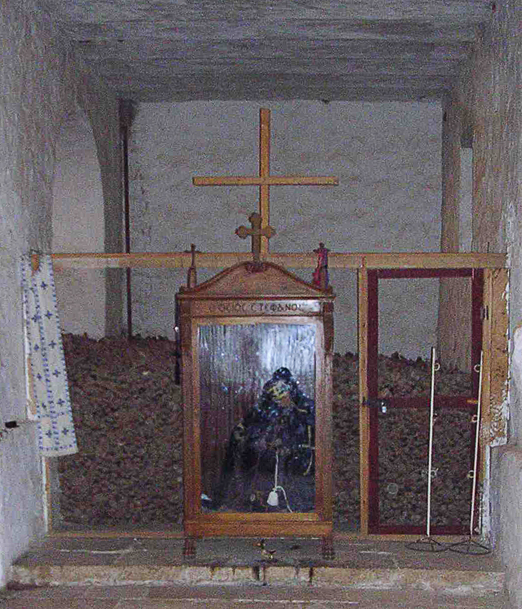
Squelette du moine Stéphanos, dans sa bure, devant l'ossuaire.
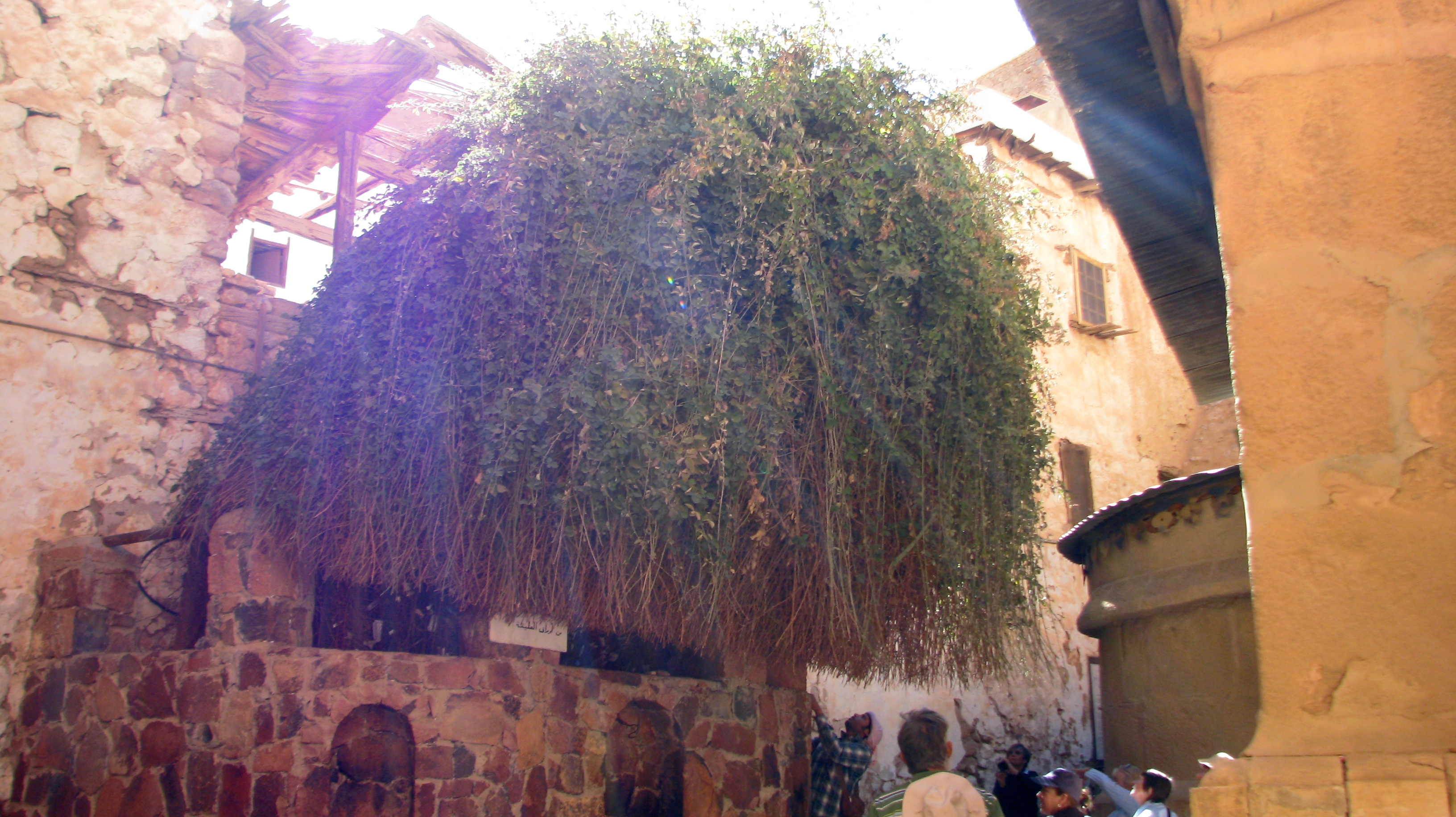
La ronce multicentenaire du monastère est considérée comme étant le Buisson ardent biblique.

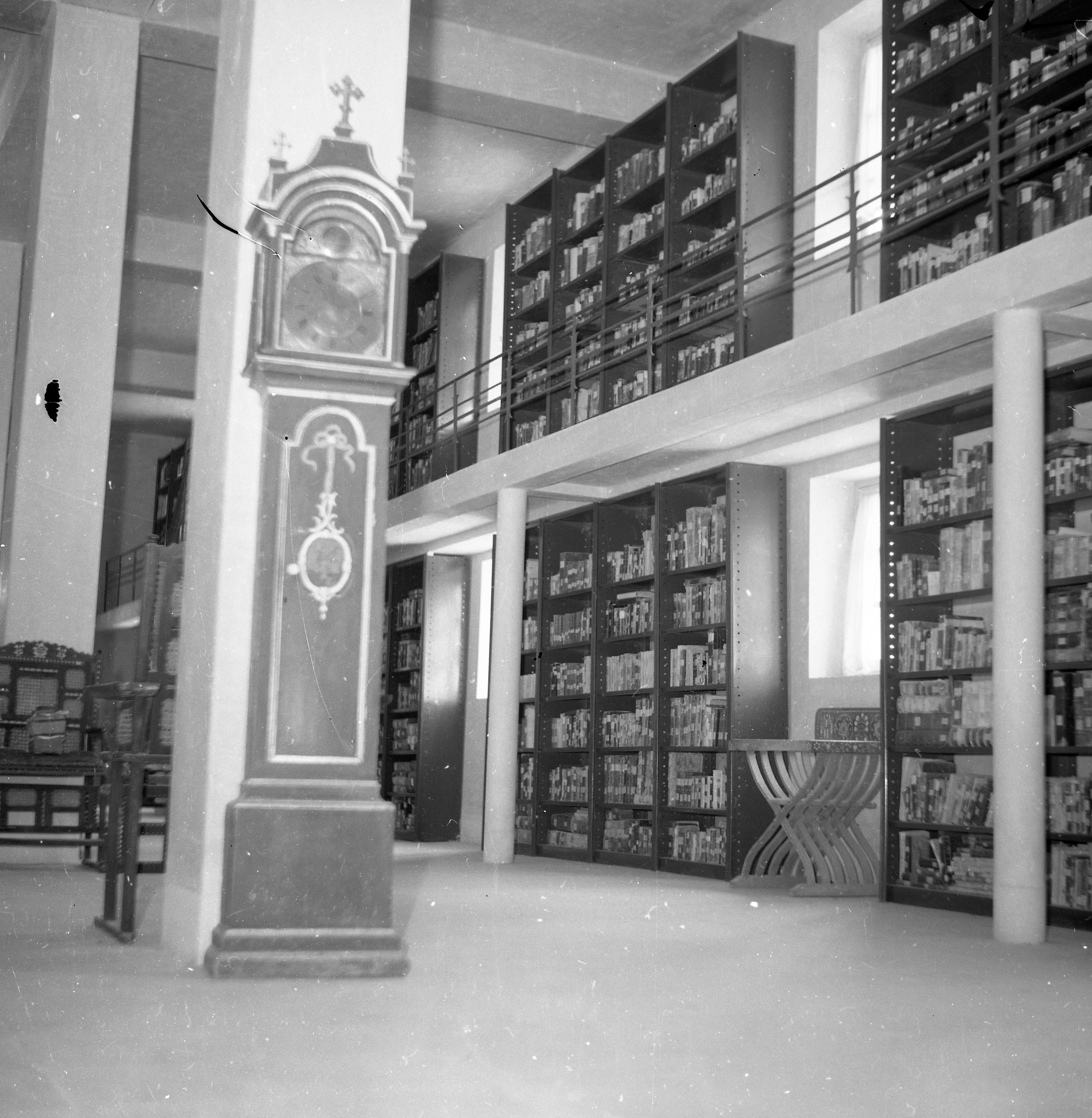
Bibliothèque du monastère (1956)

## Protection
Le monastère Sainte-Catherine du Sinaï est classé au patrimoine mondial de l'UNESCO depuis 2002, au sein de la « Zone Sainte-Catherine »
La Fondation Sainte Catherine est une organisation à but non lucratif qui vise à préserver ce site très important de l'UNESCO. La conservation des structures architecturales, des peintures précieuses et des livres dépend en grande partie de cette organisation. Cet institut a pour but principal de promouvoir la connaissance du monastère avec des publications sur ce thème.

## Dans la culture
Une partie de l'action du film La Vallée des rois (Valley of the Kings de Robert Pirosh, 1954), se déroule en ce lieu (ce qui ne veut pas dire qu'il y a été tourné, mais le monastère apparaît sur plusieurs vues). Le personnage du père Anthyme raconte que les moines discutent depuis plusieurs siècles pour savoir s'il faut mettre ou non une porte au monastère. Dans le film, les échanges avec l'extérieur, y compris de personnes, se font à l'aide d'une cabine d'ascenseur assez rudimentaire en bois, actionnée par plusieurs hommes tournant une roue horizontale, comme dans les monastères des Météores, alors qu'en réalité Sainte-Catherine a toujours eu une porte.